# Kecamatan Kaur Selatan
Kecamatan Kaur Selatan är ett distrikt i Indonesien.   Det ligger i provinsen Bengkulu, i den västra delen av landet, 400 km väster om huvudstaden Jakarta.